# 監視者2 (電子遊戲)
《監視者2》是一款关于在极权国家中一个年轻人在政府大楼中逐渐爬上高位的电子游戏。该游戏是《监视者》的续作，由Warm Lanmp Games开发，並由Alawar Premium于2018年12月9日在steam上发行。

## 角色

### 主要角色
- 伊凡·雷德格雷夫：主角，27岁，已婚且有一个女儿。为了调查父亲自杀的真相来到政府大楼工作。

- 加勒·雷德格雷夫：主角的父亲，正直的高级官员，为了自己的良心而从大楼顶层跳楼自杀。

- 詹姆斯·康宁汉：主角父亲的朋友，为了调查主角父亲的死因协助主角。

### 第一层
- 乔治·海姆尼斯：主角第一天进入大楼时的引路人，在第二天因为不明原因在大会上被处死。

- 弗雷德：第一层的老板，沉迷于酒色与狂欢派对。

- 莫里斯：第一层的同事，常常被其他同事欺负。

- 董：第一层的同事，与马克关系不佳，较为老实。暗恋女同事艾玛。

- 马克：第一层的同事，与董关系不佳，阴险狡诈，从事贩毒勾当。

- 艾玛：第一层的女同事，轻佻，患有性病。

- 罗克维奇：第一层老板的秘书，为人严苛。

- 马尔韦兹：在第一层贩卖馅饼的女人。

- 尼古拉斯：第一层的邮差，“新明天”组织成员。

### 第十二层
- 米切尔：第十二层的清洁工，健忘，总以为自己第一天来上班。

- 迪沙弗：第十二层的老板，心理变态，喜好对别人施以酷刑。

- 史密斯：第十二层的同事，十分神秘，几乎不透露自己的信息。

- 莱特：第十二层的同事，酗酒，暴躁。

- 梅尔菲：第十二层的同事，患有精神疾病，认为自己早已死去的儿子还活着并常常提起。

- 罗斯：第十二层老板的秘书，极端忠诚于老板，发明了“超级游戏”。

- 罗宾：第十二层的“碎纸机”管理员，非常喜爱碎纸机。

- 尼古拉：第十二层的信使。

## 剧情
主角伊凡·雷德格雷夫身居高位的父亲在政府大楼顶层一跃而下，伊凡在父亲的好友詹姆斯·康宁汉的帮助下前往政府大楼工作。为调查父亲自杀的真相，伊凡必须一步一步升职从而得到更多的信息。然而在权力的斗争中，伊凡将接触到各个部长的黑暗秘密……

#### 海姆达尔系统
海姆达尔系统是一个由主角的父亲加勒·雷德格雷夫开发，以海姆尼斯命名的一套思想控制系统。该系统依靠信号塔来运作，利用信号塔的广播使范围内的所有人屈从于某种意志。
加勒在自杀前将大量关于海姆达尔系统的信息和所有海姆达尔代码留在了「只能」由伊凡·雷德格雷夫的生物信息解锁的「生物辨识保险箱」里。随着游戏的进程，主角会有机会得到这些生物辨识保险箱。
海姆达尔代码共有250个，不同的海姆达尔代码可以解锁不同的结局。

## 结局

#### 隔离系统
主角彻底隔离海姆达尔系统，为此主角牺牲自己以除去最后一个海姆达尔管理员。国家变化不大，信号塔陷入沉睡。此结局不需要海姆达尔代码。

#### 连接独立电路
主角选择过载以摧毁海姆达尔系统，主角被乔治用枪胁迫着跳楼自杀。国家变化不大，信号塔被全部摧毁。此结局需要50海姆达尔代码。

#### 弗格森
主角启动海姆达尔系统，使国家的所有人从于1层老板弗格森。弗格森给予主角丰厚的待遇，而主角在享乐中逐渐忘记对父亲的记忆。贪婪与腐败充满国家。此结局需要150海姆达尔代码。

#### 迪沙弗
主角启动海姆达尔系统，使国家的所有人从于12层老板迪沙弗。迪沙弗给国家施以纯粹的恐惧，主角成为了帮凶。当人们对主角的恐惧盖过对老板的恐惧时，迪沙弗杀死了主角，挖掉了他的眼睛。国家被恐惧充满。此结局需要150海姆达尔代码。

#### 温伯格
主角启动海姆达尔系统，使国家的所有人从于25层老板温伯格。温伯格将公民加工成生物材料以大规模制造克隆人取代人类。温伯格不相信主角，在获得管理员之后就杀死了伊凡。世界被克隆人占领。此结局需要150海姆达尔代码。
以上移交管理员结局，必须确保老板没有被举报才能触发，否则海姆达尔系统会提示“找不到该用户”

#### 海姆尼斯
主角启动海姆达尔系统，使国家的所有人从于间谍海姆达尔。海姆达尔控制着所有公民自我毁灭（包括主角）。这个国家的所有人被毁灭后，玻利人占领了这个国家。此结局需要200海姆达尔代码。

#### 无条件的幸福
主角启动海姆达尔系统，使国家的所有人幸福而无需任何代价。然而，长期被洗脑的国民为了“共同利益”开始相互攻击，暴动席卷了城市。幸存者热情的想要让世界更美好而忘记了基本需求，不到一月赫尔默就成了鬼城。主角陷入痛苦和忏悔之中。此结局需要200海姆达尔代码

#### 上帝模式
主角启动海姆达尔系统，使国家的所有人从于主角自己。主角取代了原先领袖的位置，成为了国家的神。此结局需要200海姆达尔代码

#### 自由
主角启动海姆达尔系统，海姆达尔系统播放父亲的录音：“你做出了正确的选择，儿子。我为你感到骄傲，我非常爱你。”自由思想填满了每个人的大脑，而每個人都必需為自己的選擇負責，使得赫尔默的居民成为了第一批真正独立的人。所有部长都被处决，龐大的官僚機器被推翻，政府大楼成为了博物馆。主角成为了新社会的正式成员。此结局需要250海姆达尔代码。